# KCRW

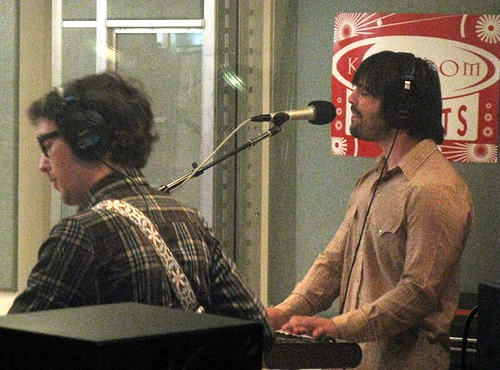

KCRW는 미국 캘리포니아주 샌타모니카 샌타모니카 칼리지에서 방송하는 라디오이다. 주파수는 89.9 MHz FM이다. 내셔널 퍼블릭 라디오 뉴스, 디제이가 자유롭게 정하는 음악등 다양한 내용을 방송한다. 전국적으로 방송되는 뉴스/정보/문화 방송 및 최첨단 음악 등으로 유명하다.

## 역사
1945년 설치되었다.
일주일에 50만명이 청취한다.